# Duran Duran: A Hollywood High
Duran Duran: A Hollywood High  es una película de concierto musical en inglés, dirigida por Gavin Elder, protagonizada por banda miembros de Duran Duran, Simon Le Bon, Nick Rhodes, John Taylor y Roger Taylor.

## Reparto
- Simon Le Bon
- Nick Rhodes
- John Taylor
- Roger Taylor